# 新型流行性感冒等對策特別措置法
新型流行性感冒等對策特別措置法（日语：／，平成24年法律第31号）是日本的法律，旨在透過強化對新型流行性感冒等感染症的對策，保護国民的生命及健康，並將對生活及經濟的影響減至最小。簡稱新型流感特措法（新型インフル特措法），2020年3月13日成立的「改正法律」及成立後的本法律亦簡稱新型冠狀病毒特措法（新型コロナウイルス特措法）、新型冠狀特措法（新型コロナ特措法）。

## 背景
目的：透過規定新型流行性感冒等對策實施相關計畫、發生時措施、新型流行性感冒等緊急事態措施等，與感染症法、檢疫法、預防接種法等相互配合，強化對新型流行性感冒等的對策，以在新型流行性感冒等發生時保護国民的生命及健康，並將對国民生活及国民經濟造成的影響減至最小（第1条）。
法例以應對自然災害的災害對策基本法及規定對恐怖主義等的應對措施的国民保護法為藍本制定。2013年4月施行後數年未曾適用，直至2020年，因應新型冠狀病毒感染症（COVID-19）有蔓延可能，通過修例，在一段時間內將COVID-19視作新型流行性感冒等（後述），並引用本法，向7個都府縣發出緊急事態宣言，不久後擴展至所有都道府縣。

## 歷史

### 法例制定過程
由於2009年甲型H1N1流感病毒世界範圍大流行時政府應對混亂，2010年3月起，厚生勞動省新型流行性感冒對策推進本部召開「新型流行性感冒（A/H1N1）對策總括会議」，總結厚生勞動省推出的抗疫政策，用於檢討今後甲型H1N1流感再流行時的應對及禽流感（H5N1流感）發生時的對策。2010年6月，總括會議向厚生勞動省提出建議，包括為確保政策有效實行，應明確各種政策的法律依據。
2011年11月10日，政府召開「新型流行性感冒及鳥禽類流行性感冒等相關關係省廳對策会議」，初步討論新型流感政策所需法律制度，日本国政府開始研究有關法例的制定工作。2012年4月27日，在民主党、公明党等多數贊成下，法案於参議院本会議獲得通過，法例成立。共產党、社民党反對法案，而由於法案此前於内閣委員会通過時，正值自民党在田中直紀防衛相及前田武志国土交通相的問責決議通過後的拒絕審議期，自民黨選擇缺席不表決。5月11日，本法制定公布。
法例透過「創設對医療人員的補償制度」，令医療資源可得到有效保障，亦明確了「知事權限」等的法律依據。全国知事会曾就「知事權限」提出強烈希望，指「應推進法例整備，包括仿傚災害對策基本法，賦予知事權限」。
法例規定，須於公布日起1年以内（2013年5月10日）政令規定之日施行，後因應中華人民共和国爆發禽流感（甲型H7N9），2013年4月12日，內閣通過規定施行日的政令，並於同日的官報（特別号外第10号）公布，法例提前至4月13日施行。

### 擴展至新型冠狀病毒感染症
2020年3月13日通過修例，新型冠狀病毒感染症（COVID-19）列入法例規管對象，自施行日起最長2年，2020年3月14日施行。
2020年1月，政府通過政令，將2019年12月後在世界範圍流行的新型冠狀病毒感染症（COVID-19）指定為感染症法上的指定感染症（感染症法6条8項）及檢疫法上的檢疫感染症。
由於政府表示這一感染症不屬於本法規定的「新感染症」，在修例前，本法無法規管COVID-19（有關討論見後）。2020年3月2日，安倍晋三首相在第201回国会的参議院預算委員會上表示將修例，令本法可適用於COVID-19，並在3月4日同委員会的一般審議上表示修例後可依本法32条發出緊急事態宣言。
2020年3月10日，内閣通過「新型冠狀病毒等對策特別措置法一部改正法律案」（新型インフルエンザ等対策特別措置法の一部を改正する法律案），指考慮到新型冠狀病毒感染症發生及蔓延有機會對国民的生命及健康造成重大影響，在政令規定且不超過2年的期限内，將新型冠狀病毒感染症視作新型流行性感冒等對策特別措置法規定的新型流行性感冒等，可採取同法規定的措施，法案同日提交眾議院。法案於3月11日在眾議院内閣委員会通過，3月12日在眾議院本会議通過。投票時，有議員無視在野党共同会派（立憲民主、国民、社保、無所属論壇）的贊成立場，投下反對票或缺席，共產党亦投票反對，被傳媒報道為主要在野党未能統一步伐。3月13日，在参議院内閣委員会及参議院本会議通過，法例成立。同日在官報号外特第27号公布，3月14日施行。
依政令，將新型冠狀病毒感染症視作新型流行性感冒等的期間為2020年3月14日（施行日起）至2021年1月31日（10個月多）。
法案審議過程中，應在野党要求，眾参兩院内閣委員会通過附帶決議（眾議院20條，参議院25條），要求實施各種對策時，對国民自由及權利的限制須為必要最低限度。

#### 是否屬於新感染症討論
在2020年2月28日的眾議院財務金融委員会，安倍晋三首相對国民民主党日吉雄太做出答辯時表示，由於對象感染症種類不同，新型流行性感冒等特別措置法的適用「經判断後認為有困難」。厚生勞動大臣加藤勝信表示「『新感染症』規定是為了應對原因不明的疾病。這次知道（原因）是新型冠狀病毒，所以不是『新感染症』」。3月13日，尾身茂（政府同感染症專家会議副座長，地域医療機能推進機構理事長）以参考人身份出席参議院内閣委員会，表示這感染症應屬於「新的感染症」。

## 構成
- 第一章　總則（第1条-第5条）
- 第二章　新型流行性感冒等對策實施相關計画等（第6条-第13条）
- 第三章　新型流行性感冒等發生時措施（第14条-第31条）
- 第四章　新型流行性感冒等緊急事態措施
  - 第一節　通則（第32条-第44条）
  - 第二節　蔓延防止相關措施（第45条、第46条）
  - 第三節　医療等提供体制之確保相關措施（第47条-第49条）
  - 第四節　国民生活及国民經濟安定相關措施（第50条-第61条）
- 第五章　財政上措施等（第62条-第70条）
- 第六章　雜則（第71条-第75条）
- 第七章　罰則（第76条-第78条）
- 附則　第1条之2　新型冠狀病毒感染症相關特例

## 對象疾病
本法規的「新型流行性感冒等」，是指感染症法6条第7項規定的「新型流行性感冒等感染症」，及感染症法6条第9項規定的「新感染症」中「可能在全国急速蔓延的」新感染症；即除新型流感外，亦可應對可能急速流行、對国民造成重大影響的新型感染症（第2条第1号）。
依感染症法，「新型流行性感冒等感染症」指新型流行性感冒及再興型流行性感冒。
依感染症法，「新感染症」指認為可人傳人的疾病中，與已知的感染性疾病及其病状或治療結果明顯不同，罹患後病状程度嚴重，及可能蔓延並對国民的生命及健康造成重大影響的疾病。本法進一步限定為「可能在全国急速蔓延」的新感染症。
2020年3月13日修例後，新型冠狀病毒感染症（COVID-19）列入規管對象，最長2年。

## 行動計画的制定
日本国政府及地方公共團体、指定的公共機關制定行動計画，以備新型流行性感冒等發生（第6条至第9条）。

## 發生時對應
確認發生新型流行性感冒等時，内閣總理大臣原則上設置政府對策本部（第15条第1項）。設置政府對策本部時，必須向国会報告政府對策本部的名称、設置地點及期間，並予以公示（第15条第2項）。政府對策本部設置後，都道府縣知事及市町村長亦必須設置對策本部（第22条、第34条）。當局可指示對医療從事者等優先接種疫苗（第28条）。

### 新型冠狀病毒感染症對策本部的設置

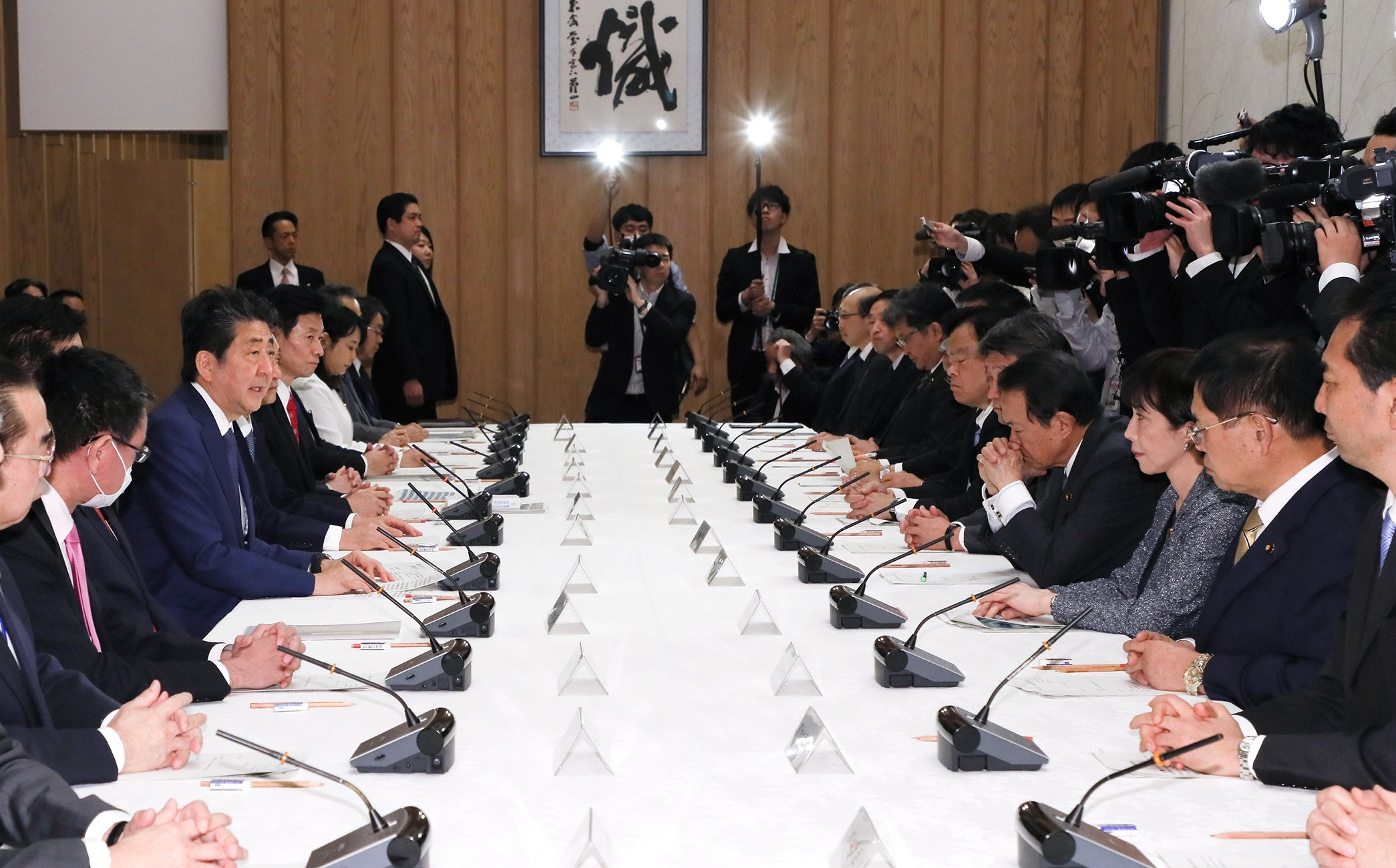
新型冠狀病毒感染症對策本部会議，本部當天成為新型流行性感冒等對策特別措置法規定的「政府對策本部」（2020年3月26日於總理大臣官邸）

2020年3月26日，內閣通過「關於設置新型冠狀病毒感染症對策本部」的部分修正案，將新型冠狀病毒感染症對策本部指定為新型流行性感冒等對策特別措置法規定的對策本部。本部的設置公示於2020年3月26日的官報特別号外第33号。

### 都道府縣對策本部長的協助請求
第24条9項規定，「都道府縣對策本部長認為有必要準確及迅速實施該当都道府縣区域之新型流行性感冒等對策時，可對公私團体或個人，就区域之新型流行性感冒等對策的實施發出必要的協助請求」。為應對2020年流行的新型冠狀病毒感染症，當局引用這規定，對部分種類設施發出使用停止等請求，緊急事態宣言生效後，幾乎全部都道府縣均發出相關請求（後述）。
2020年5月4日，国家向各都道府縣知事發出落款内閣官房新型冠狀病毒感染症對策推進室長的事務聯絡，提示緊急事態措施的維持及緩和等相關注意事項。通知內容分為特定警戒都道府縣及特定警戒都道府縣以外的特定都道府縣，提示緊急事態宣言延長後，實施措施上的注意事項。

## 新型流行性感冒等緊急事態
疾病在全国急速蔓延，對国民的生活及經濟造成或可能造成巨大影響，符合政令規定的要件時，由政府對策本部本部長（内閣總理大臣）發出「新型流行性感冒等緊急事態宣言」（新型インフルエンザ等緊急事態宣言，第32条）。發出新型流行性感冒等緊急事態宣言時，需公示新型流行性感冒等緊急事態措施的應實施期間（2年以内，可延長不超過1年）、新型流行性感冒等緊急事態措施的應實施区域等，並向国会報告（32条）。
在新型流行性感冒等緊急事態下，可採取以下措施：
- 請求限制外出，對表演場地、活動等請求或指示限制措施（考慮潜伏期、治癒所需時間等）
  - 都道府縣知事可請求居民停止除維持生活必須外的外出（第45条第1項）；亦可請求多人使用的設施（学校、社會福祉設施、建築物面積總計超過1,000平方米的劇場、電影院、体育館、商場等）限制或停止使用，及請求限制或停止活動舉行，不設罰則（第45条第2項）。若無正当理由而拒絕請求，特有必要時可指示採取所請求的措施。新型流行性感冒等對策特別措置法制定當初，一般認為限制外出及限制使用措施是用於新型流感發生後1-2星期內[38]，不過2020年應對新型冠狀病毒感染症時，時間比最初想像的更長，達到近50日。
- 對居民實施預防接種（必要財政由国家負担）
- 医療提供体制之確保（臨時医療設施等）
  - 為開設臨時医療設施，可不取得權利者同意，強制使用[註 3]土地及建築物（第49条）。
- 請求或指示運送緊急物資
- 請求交售或徵收医藥品、食品等政令規定的物資[39]
  - 都道府縣知事等可請求業者交售應對新型流行性感冒等所需的物資，若不当拒絕則可強制征用[註 4]相關物資（第55条）。對不当拒絕交售的業者可適用罰則（第76条）。
- 依49条使用或依55条徵收時，需要「補償通常會引致的損失」（62条1項）
- 埋葬、火葬的特殊應對（無市町村長的墓埋法火葬許可証亦可火葬[註 5]）
- 平定生活關聯物資等的價格（合適地運用國民生活安定緊急措置法等）
- 延長行政上的申請期限等
- 透過與政府有關的金融機關融資

由於這些措施有機會限制個人的自由及權利，法例制定時，日本律師聯合会及日本笔会曾在2012年3月發聲明反對本法，社會上亦有聲音要求需謹慎運用。法例第5条規定對国民自由及權利的限制必須是必要最低限度，眾参兩院内閣委員会亦應法例制定時尚是在野黨的自民党要求，通過附帶決議，要求不能隨意發出緊急事態宣言。

### 事例

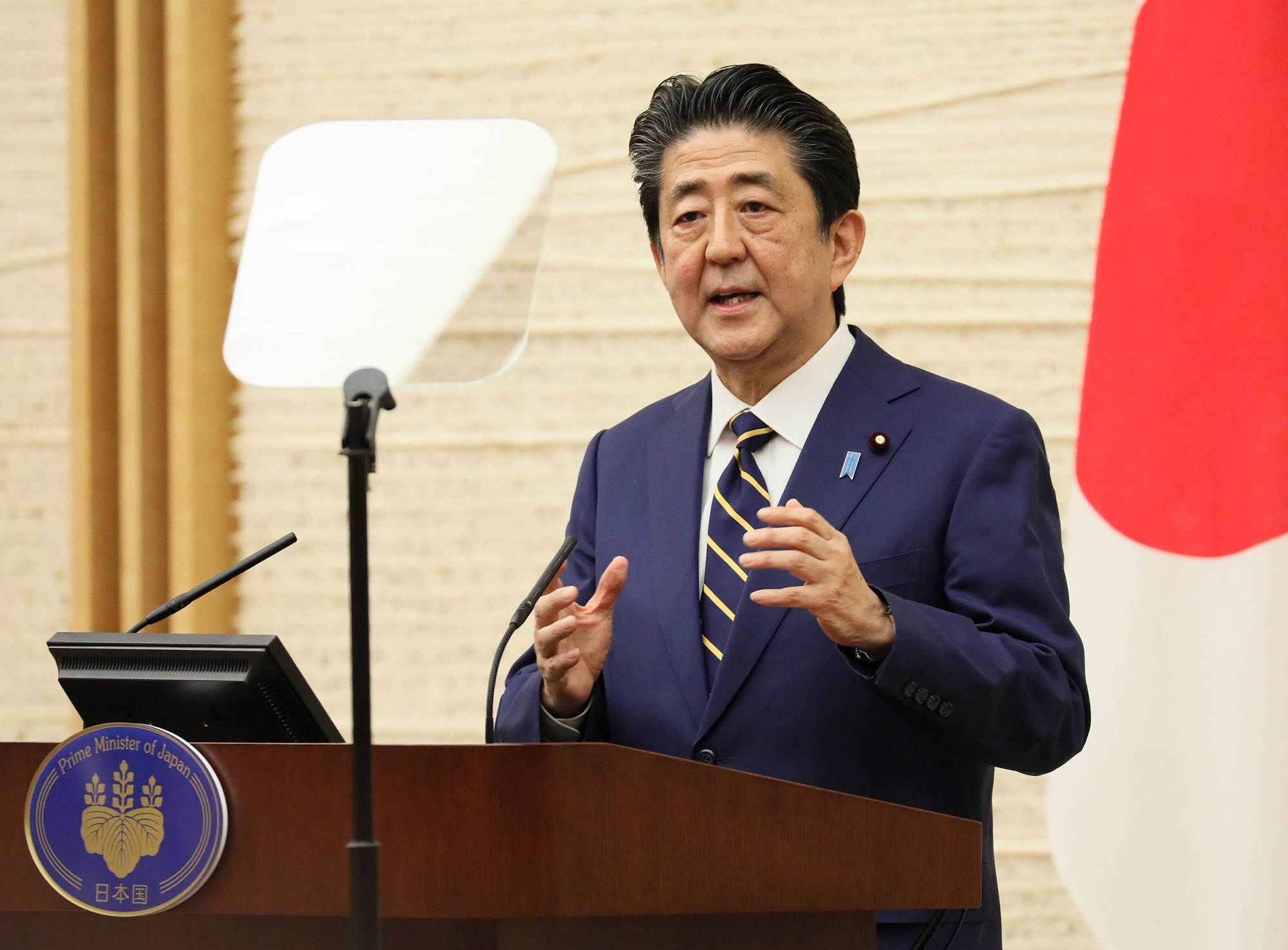
發出緊急事態宣言後会見傳媒的内閣總理大臣安倍晋三（2020年4月7日於總理大臣官邸）

2020年4月7日17時45分，因判断發生新型冠狀病毒感染症在全国急速蔓延，對国民的生活及經濟可能造成巨大影響之事態，依本法32条1項發出緊急事態宣言。19時，召開面向国民的記者会見（於NHK（日本放送協会）、各民營廣播機構的電視、電台廣播及YouTube Live、niconico生放送等串流媒體上直播）後，於2020年4月7日的官報特別号外第44号做出「新型冠狀病毒感染症緊急事態宣言相關公示」。
4月7日版本中，應實施緊急事態措施的期間為2020年4月7日至5月6日，應實施緊急事態措施的区域為埼玉縣、千葉縣、東京都、神奈川縣、大阪府、兵庫縣及福岡縣之区域。
考慮到4月7日後，未列入對象地區的愛知縣、京都府等自治体開始自行發出緊急事態宣言，各地確診個案亦持續急增，於4月16日將應緊急事態措施的区域擴大至所有都道府縣之区域。除此前指定的7個都府縣外，應實施緊急事態措施的期間定為2020年4月16日至5月6日（「新型冠狀病毒感染症緊急事態宣言相關公示全部變更公示」4月16日的官報特別号外第50号）。
政府新型冠狀病毒感染症對策基本的對處方針指，之所以在4月16日擴大至所有都道府縣之区域，是因為北海道、茨城縣、石川縣、岐阜縣、愛知縣、京都府的疫情蔓延程度與4月7日指定的7個都府縣相同，需加入應實施緊急事態措施的区域，其他縣則是「有必要所有都道府縣共同行動，採取行動防止感染擴大」。
政府新型冠狀病毒感染症對策基本的對處方針將最初的7個都府縣，以及疫情蔓延程度相同的北海道、茨城縣、石川縣、岐阜縣、愛知縣、京都府，合共13個都道府縣總称為「特定警戒都道府縣」，緊急事態措施包括請求避免外出等措施。
2020年5月4日，考慮到「現時需要繼續採取措施，令新增個案減少，且若疫情在地區及全国再次擴大，有機會對医療提供体制造成更大負擔」，將應實施緊急事態措施的期間延長至2020年5月31日，在所有都道府縣生效（「新型冠狀病毒感染症緊急事態宣言相關公示全部變更公示」同年5月4日的官報特別号外第58号）。
2020年5月14日，當局「對感染状況變化等進行分析及評價，考慮到後述的想法，綜合判断」後，將應實施緊急事態措施的区域改為北海道、埼玉縣、千葉縣、東京都、神奈川縣、京都府、大阪府及兵庫縣，其他39縣不再是應實施緊急事態措施的区域（「新型冠狀病毒感染症緊急事態宣言相關公示全部變更公示」同年5月14日的官報特別号外第63号）。
2020年5月21日，當局「對感染状況變化等重新進行分析及評價，考慮到後述的想法，綜合判断」後，將應實施緊急事態措施的区域改為北海道、埼玉縣、千葉縣、東京都及神奈川縣，京都府、大阪府、兵庫縣不再是應實施緊急事態措施的区域（「新型冠狀病毒感染症緊急事態宣言相關公示全部變更公示」同年5月21日的官報特別号外第66号）。
2020年5月25日，當局「對感染状況變化等重新進行分析及評價，依照「区域判断相關考慮」，綜合判断」後，認為已無必要實施緊急事態措施，宣告緊急事態結束（「新型冠狀病毒感染症緊急事態解除宣言相關公示」同年5月25日的官報特別号外第68号）。

## 財政上措施等
除国家及都道府縣負担費用的相關規定外，本法亦就損失補償及損害補償等作出規定。在不得不未獲同意即使用特定醫院等做檢疫用途，或是使用土地等開設臨時医療設施等的情況下，国家及都道府縣必須補償有關損失。對基於請求或指示進行医療等工作的医療人員，必須按實際費用給予賠償（62条）。對基於請求或指示提供医療服務、並因此死亡或受傷的医療人員，必須補償所蒙受的損害（63条）。

## 設施的使用停止等請求等

### 24条9項與45条2項的關係
如上文所述，都道府縣知事可依24条9項或45条2項，對設施發出使用停止等請求（亦稱休業請求）。2020年4月23日，国家向各都道府縣發出落款内閣官房新型冠狀病毒感染症對策推進室長的事務聯絡，提示新型流行性感冒等對策特別措置法第45条第2項及第3項的請求及指示相關注意事項，明確這2項規定應如何適用。
通知認為，「基於45条第2項及第3項規定的請求及指示，是對設施管理者等發出，使用制限等的對象亦為個別設施」，並提示相關步驟：「第1階段，向各行業及類型發出基於第24条第9項規定的協助請求。若無正当理由而不服從，則進入第2階段，向個別設施的管理者等發出基於第45条第2項規定的請求，接著發出基於同条第3項規定的指示，公布個別設施的名稱等」。
例如，若依第24条第9項，對波子機店行業發出休業請求，但〇〇波子機店不予理會，繼續營業，則會依第45条第2項規定，向〇〇波子機店的經營者請求關閉〇〇波子機店，接著依第45条第3項規定，發出停業指示。
如下所示，在通知發出之前，各地有考慮最初即引用第45条第2項的規定，採取相關措施。
為應對新型冠狀病毒感染症（COVID-19）2020年在東京都内蔓延，東京都知事小池百合子引用24条9項，對部分種類設施發出使用停止等請求，期間為4月11日至5月6日。由於請求的時間段正值4月7日開始適用的緊急事態宣言（前述）在東京都等地生效，東京都曾一度考慮使用以緊急事態宣言為前提的第45条第2項的規定發出請求。
2020年4月10日，埼玉縣知事表示，為應對同感染症2020年在縣內蔓延，「特措法方面，一方面是有45条這樣的強力規定，目的即是請求設施採取限制措施，相關政令有列出請求採取限制措施的設施詳情。若使用這條款，考慮到平成25年已有列出哪些設施會列入規管對象，我們認為不會引發很大混乱。不過今次規定方面，請求避免外出的規定另說，對商戶發出的請求，原則上是使用24条這項相對較弱的規定」，指最初有考慮引用第45条第2項的規定，採取相關措施。埼玉縣官網刊載的「關於埼玉縣緊急事態措施(第2彈)的追加實施」提到，請求最終是引用24条9項發出。

### 24条9項下的請求
由於最初的緊急事態宣言（直至2020年5月6日）與延長後（直至2020年5月30日）的措施有較大差異，故以表区分。
| 都道府縣 | 期間                     | 使用条項         | 對象設施                           | 來源                 |
| -------- | ------------------------ | ---------------- | ---------------------------------- | -------------------- |
| 兵庫縣   | 2020年4月7日～同5月6日   | 24条9項          | 部分学校，社会教育設施             | [ 63 ]               |
| 神奈川縣 | 2020年4月7日～同5月6日   | 24条9項          | 学校                               | [ 64 ] [ 65 ]        |
| 東京都   | 2020年4月11日～同5月6日  | 24条9項          | 特定範圍的設施（多個行業）         | [ 58 ] [ 59 ] [ 60 ] |
| 神奈川縣 | 2020年4月11日～同5月6日  | 24条9項          | 特定範圍的設施（多個行業）         | [ 66 ] [ 67 ]        |
| 埼玉縣   | 2020年4月13日～同5月6日  | 24条9項          | 特定範圍的設施（多個行業）         | [ 61 ] [ 62 ]        |
| 千葉縣   | 2020年4月14日～同5月6日  | 24条9項          | 特定範圍的設施（多個行業）         | [ 68 ]               |
| 大阪府   | 2020年4月14日～同5月6日  | 24条9項          | 特定範圍的設施（多個行業）         | [ 69 ] [ 70 ]        |
| 福岡縣   | 2020年4月14日～同5月6日  | 24条9項          | 特定範圍的設施（多個行業）         | [ 71 ] [ 72 ]        |
| 兵庫縣   | 2020年4月15日～同5月6日  | 24条9項          | 特定範圍的設施（多個行業）         | [ 73 ]               |
| 愛知縣   | 2020年4月17日～同5月6日  | 24条9項          | 特定範圍的設施（多個行業）         | [ 74 ]               |
| 北海道   | 2020年4月17日～同5月6日  | 24条9項          | 特定範圍的設施（多個行業）         | [ 75 ]               |
| 茨城縣   | 2020年4月18日～同5月6日  | 24条9項          | 特定範圍的設施（多個行業）         | [ 76 ] [ 77 ]        |
| 群馬縣   | 2020年4月18日～同5月6日  | 24条9項          | 特定範圍的設施（多個行業）         | [ 79 ]               |
| 岐阜縣   | 2020年4月18日～同5月6日  | 24条9項          | 特定範圍的設施（多個行業）         | [ 80 ]               |
| 京都府   | 2020年4月18日～同5月6日  | 24条9項          | 特定範圍的設施（多個行業）         | [ 81 ]               |
| 三重縣   | 2020年4月20日～同5月6日  | 24条9項          | 特定範圍的設施（多個行業）         | [ 82 ]               |
| 福島縣   | 2020年4月21日～同5月6日  | 24条9項          | 特定範圍的設施（多個行業）         | [ 83 ]               |
| 石川縣   | 2020年4月21日～同5月6日  | 24条9項          | 特定範圍的設施（多個行業）         | [ 84 ]               |
| 山口縣   | 2020年4月21日～同5月6日  | 24条9項          | 遊興設施、運動設施、遊技設施       | [ 85 ]               |
| 廣島縣   | 2020年4月22日～同5月6日  | 24条9項          | 特定範圍的設施（多個行業）         | [ 86 ]               |
| 新潟縣   | 2020年4月22日～同5月6日  | 24条9項          | 特定範圍的設施（多個行業）         | [ 88 ]               |
| 熊本縣   | 2020年4月22日～同5月6日  | 24条9項          | 特定範圍的設施（多個行業）         | [ 89 ]               |
| 長野縣   | 2020年4月23日～同5月6日  | 24条9項          | 特定範圍的設施（多個行業）         | [ 90 ]               |
| 富山縣   | 2020年4月23日～同5月6日  | 24条9項          | 特定範圍的設施（多個行業）         | [ 91 ]               |
| 沖繩縣   | 2020年4月23日～同5月6日  | 24条9項          | 特定範圍的設施（多個行業）         | [ 92 ]               |
| 沖繩縣   | 2020年4月23日～同5月6日  | 45条2項          | 縣營公園等項（對指定管理者的請求） | [ 92 ]               |
| 山形縣   | 2020年4月24日～同5月10日 | 24条9項          | 特定範圍的設施（多個行業）         | [ 93 ]               |
| 大分縣   | 2020年4月24日～同5月6日  | 24条9項          | 游戲設施                           | [ 94 ]               |
| 高知縣   | 2020年4月24日～同5月6日  | 24条9項          | 有接待服務的飲食店等               | [ 95 ]               |
| 佐賀縣   | 2020年4月24日～同5月6日  | 24条9項          | 特定範圍的設施（多個行業）         | [ 96 ]               |
| 静岡縣   | 2020年4月25日～同5月6日  | 24条9項          | 特定範圍的設施（多個行業）         | [ 97 ]               |
| 宮城縣   | 2020年4月25日～同5月6日  | 24条9項          | 特定範圍的設施（多個行業）         | [ 98 ]               |
| 岩手縣   | 2020年4月25日～同5月6日  | 24条9項          | 特定範圍的設施（多個行業）         | [ 99 ]               |
| 秋田縣   | 2020年4月25日～同5月6日  | 24条9項          | 特定範圍的設施（多個行業）         | [ 100 ]              |
| 福井縣   | 2020年4月25日～同5月6日  | 24条9項          | 特定範圍的設施（多個行業）         | [ 101 ]              |
| 岡山縣   | 2020年4月25日～同5月6日  | 非基於法例的請求 | 波子機店、縣外顧客多的設施         | [ 102 ]              |
| 和歌山縣 | 2020年4月25日～同5月6日  | 24条9項          | 特定範圍的設施（多個行業）         | [ 103 ]              |
| 香川縣   | 2020年4月25日～同5月6日  | 24条9項          | 特定範圍的設施（多個行業）         | [ 104 ]              |
| 宮崎縣   | 2020年4月25日～同5月6日  | 24条9項          | 遊興設施、遊技設施                 | [ 105 ]              |
| 鹿兒島縣 | 2020年4月25日～同5月6日  | 24条9項          | 特定範圍的設施（多個行業）         | [ 106 ]              |
| 長崎縣   | 2020年4月25日～同5月6日  | 24条9項          | 特定範圍的設施（多個行業）         | [ 107 ]              |
| 愛媛縣   | 2020年4月27日～同5月6日  | 24条9項          | 遊興設施、遊技設施                 | [ 108 ]              |
| 栃木縣   | 2020年4月28日～同5月6日  | 24条9項          | 特定範圍的設施（多個行業）         | [ 109 ]              |
| 青森縣   | 2020年4月29日～同5月6日  | 24条9項          | 特定範圍的設施（多個行業）         | [ 110 ]              |
| 島根縣   | 2020年5月2日～同5月6日   | 24条9項          | 遊技設施（波子機店）               | [ 111 ]              |
| 鳥取縣   | 2020年5月2日～同5月6日   | 24条9項          | 遊技設施（波子機店）               | [ 112 ]              |

| 都道府縣 | 期間                     | 使用条項 | 對象設施                     | 與5月6日前的區別                   | 來源    |
| -------- | ------------------------ | -------- | ---------------------------- | ---------------------------------- | ------- |
| 東京都   | 2020年5月7日至同5月31日  | 24条9項  | 特定範圍的設施（多個行業）   | 繼續                               | [ 113 ] |
| 神奈川縣 | 2020年5月7日至同5月31日  | 24条9項  | 特定範圍的設施（多個行業）   | 繼續                               | [ 114 ] |
| 埼玉縣   | 2020年5月7日至同5月31日  | 24条9項  | 特定範圍的設施（多個行業）   | 繼續                               | [ 115 ] |
| 千葉縣   | 2020年5月7日至同5月31日  | 24条9項  | 特定範圍的設施（多個行業）   | 繼續                               | [ 116 ] |
| 大阪府   | 2020年5月7日至同5月31日  | 24条9項  | 特定範圍的設施（多個行業）   | 繼續                               | [ 117 ] |
| 福岡縣   | 2020年5月7日至同5月31日  | 24条9項  | 特定範圍的設施（多個行業）   | 繼續                               | [ 118 ] |
| 兵庫縣   | 2020年5月7日至同5月31日  | 24条9項  | 特定範圍的設施（多個行業）   | 繼續                               | [ 119 ] |
| 愛知縣   | 2020年5月7日至同5月31日  | 24条9項  | 特定範圍的設施（多個行業）   | 繼續                               | [ 120 ] |
| 北海道   | 2020年5月7日至同5月15日  | 24条9項  | 特定範圍的設施（多個行業）   | 繼續                               | [ 121 ] |
| 茨城縣   | 2020年5月7日至同5月17日  | 24条9項  | 特定範圍的設施（多個行業）   | 繼續                               | [ 122 ] |
| 群馬縣   | 2020年5月7日至同5月31日  | 24条9項  | 特定範圍的設施（多個行業）   | 繼續                               | [ 123 ] |
| 岐阜縣   | 2020年5月7日至同5月31日  | 24条9項  | 特定範圍的設施（多個行業）   | 繼續                               | [ 124 ] |
| 京都府   | 2020年5月7日至同5月31日  | 24条9項  | 特定範圍的設施（多個行業）   | 繼續                               | [ 125 ] |
| 三重縣   | 2020年5月7日至同5月31日  | 24条9項  | 特定範圍的設施（多個行業）   | 範圍縮小                           | [ 126 ] |
| 福島縣   | 2020年5月7日至同5月31日  | 24条9項  | 特定範圍的設施（多個行業）   | 繼續                               | [ 127 ] |
| 石川縣   | 2020年5月7日至同5月31日  | 24条9項  | 特定範圍的設施（多個行業）   | 繼續                               | [ 128 ] |
| 山口縣   | 2020年5月7日以後         | -        | -                            | 解除                               | [ 129 ] |
| 廣島縣   | 2020年5月7日至同5月31日  | 24条9項  | 特定範圍的設施（多個行業）   | 繼續                               | [ 130 ] |
| 新潟縣   | 2020年5月7日至同5月20日  | 24条9項  | 遊興設施、遊技設施、運動設施 | 範圍縮小                           | [ 131 ] |
| 熊本縣   | 2020年5月7日至同5月20日  | 24条9項  | 遊興設施、遊技設施           | 範圍縮小                           | [ 133 ] |
| 長野縣   | 2020年5月7日至同5月31日  | 24条9項  | 遊興設施                     | 範圍縮小                           | [ 134 ] |
| 富山縣   | 2020年5月7日至同5月31日  | 24条9項  | 特定範圍的設施（多個行業）   | 繼續                               | [ 135 ] |
| 沖繩縣   | 2020年5月7日至同5月31日  | 24条9項  | 特定範圍的設施（多個行業）   | 繼續                               | [ 136 ] |
| 沖繩縣   | 2020年5月7日至同5月31日  | 45条2項  | 繼續                         | 縣營公園等項（對指定管理者的請求） | [ 136 ] |
| 山形縣   | 2020年4月24日～同5月10日 | 24条9項  | 特定範圍的設施（多個行業）   | 繼續                               | [ 93 ]  |
| 大分縣   | 2020年5月7日以後         | -        | -                            | 解除                               | [ 137 ] |
| 高知縣   | 2020年5月7日以後         | -        | -                            | 解除                               | [ 138 ] |
| 佐賀縣   | 2020年5月7日至同5月20日  | 24条9項  | 有接待服務的飲食店           | 範圍縮小                           | [ 139 ] |
| 静岡縣   | 2020年5月7日至同5月17日  | 24条9項  | 遊興設施、遊技設施、運動設施 | 範圍縮小                           | [ 140 ] |
| 宮城縣   | 2020年5月7日以後         | -        | -                            | 解除                               | [ 141 ] |
| 岩手縣   | 2020年5月7日以後         | -        | -                            | 解除                               | [ 142 ] |
| 秋田縣   | 2020年5月7日至同5月14日  | 24条9項  | 遊興設施、運動設施           | 範圍縮小                           | [ 143 ] |
| 福井縣   | 2020年5月7日至同5月20日  | 24条9項  | 特定範圍的設施（多個行業）   | 範圍縮小                           | [ 144 ] |
| 岡山縣   | 2020年5月7日以後         | -        | -                            | 解除                               | [ 145 ] |
| 和歌山縣 | 2020年5月7日至同5月15日  | 24条9項  | 特定範圍的設施（多個行業）   | 範圍縮小                           | [ 146 ] |
| 香川縣   | 2020年5月7日以後         | -        | -                            | 解除                               | [ 147 ] |
| 宮崎縣   | 2020年5月7日以後         | -        | -                            | 解除                               | [ 148 ] |
| 鹿兒島縣 | 2020年5月7日至同5月20日  | 24条9項  | 遊興設施                     | 範圍縮小                           | [ 149 ] |
| 長崎縣   | 2020年5月7日至同5月20日  | 24条9項  | 遊興設施等                   | 範圍縮小                           | [ 150 ] |
| 愛媛縣   | 2020年5月7日至同5月10日  | 24条9項  | 遊興設施、遊技設施           | 繼續                               | [ 151 ] |
| 栃木縣   | 2020年5月7日至同5月10日  | 24条9項  | 特定範圍的設施（多個行業）   | 繼續                               | [ 152 ] |
| 青森縣   | 2020年5月7日以後         | -        | -                            | 解除                               | [ 153 ] |
| 島根縣   | 2020年5月7日以後         | -        | -                            | 解除                               | [ 154 ] |
| 鳥取縣   | 2020年5月7日以後         | -        | -                            | 解除                               | [ 155 ] |

### 第45条下的請求、指示
2020年4月23日，共同通信報道，「大阪府已進入最終手續階段，將於24日公布未理會休業請求的大型波子機店設施名。當局已透過電話及書面，告知数間仍在營業的店鋪，若不服從請求，將被列入公布對象。吉村洋文知事將依照規定行政上所需手續的国家指引做出決定，並在府的官方網站上公布」。
2020年4月24日，NHK報道，「對不理會休業請求、仍在營業的大阪府内11間波子機店，大阪府已在23日前發出書面停業請求，若24日仍未服從請求而繼續營業，將發出強烈請求並公布店名」。
2020年4月24日，大阪府公布，已依第45条第2項規定，於同日向仍在營業的6間設施發出設施使用停止（休業）請求。大阪府公布時未有提及設施種類，各傳媒報道時指設施為波子機店。
2020年4月27日，大阪府公布，已依第45条第2項規定，向另外3間設施發出設施使用停止（休業）請求。4月28日公布，已依第45条第2項規定，向另外1間設施發出設施使用停止（休業）請求。
兵庫縣公布，已依第45条第2項規定，向截至2020年4月27日仍未理會第24条第9項下休業請求的6間設施發出設施使用停止（休業）請求。
傳媒報道，對於2020年4月27日仍在營業的波子機店，東京都將「於28日起改為引用新型冠狀病毒特別措置法45条，發出更強效力的請求，並開始公布店名」。28日報道，「東京都知事小池百合子於28日表示，都内仍在營業的波子機店在28日上午已降至零」，故東京都未依新型冠狀病毒特別措置法45条發出請求，亦未公布相關資訊。
2020年4月28日，茨城縣公布，已依第45条第2項規定，向未理會第24条第9項下休業請求的1間設施發出設施使用停止（休業）請求。
2020年4月28日，神奈川縣公布，已依第45条第2項規定，向未理會第24条第9項下休業請求的6間設施發出設施使用停止（休業）請求。
2020年4月28日，群馬縣公布，已依第45条第2項規定，向未理會第24条第9項下休業請求的9間設施發出設施使用停止（休業）請求。
2020年4月29日，福岡縣公布，已依第45条第2項規定，向未理會第24条第9項下休業請求的6間設施發出設施使用停止（休業）請求。
2020年4月29日，宮城縣公布，已依第45条第2項規定，向未理會第24条第9項下休業請求的2間設施發出設施使用停止（休業）請求。
2020年4月30日，愛知縣公布，已依第45条第2項規定，向未理會第24条第9項下休業請求的6間設施發出設施使用停止（休業）請求。
2020年4月30日，京都府公布，已依第45条第2項規定，向未理會第24条第9項下休業請求的1間設施發出設施使用停止（休業）請求。
2020年4月30日，廣島縣公布，已依第45条第2項規定，向未理會第24条第9項下休業請求的1間設施發出設施使用停止（休業）請求。
2020年4月30日，新潟縣公布，已依第45条第2項規定，向未理會第24条第9項下休業請求的5間設施發出設施使用停止（休業）請求。
兵庫縣公布，已依第45条第3項規定，向截至2020年5月1日仍未理會4月15日發出的第24条第9項下設施的使用限制等協助請求，以及4月27日發出的第45条第2項下設施使用停止（休業）請求的3間設施，發出設施使用停止（休業）指示。
神奈川縣公布，已依第45条第3項規定，向截至2020年5月1日仍未理會4月10日發出的第24条第9項下設施的使用限制等協助請求，以及4月28日發出的第45条第2項下設施使用停止（休業）請求的1間設施，發出設施使用停止（休業）指示。
2020年5月2日，千葉縣公布，已依第45条第2項規定，於5月1日向未理會第24条第9項下休業請求的3間設施發出設施使用停止（休業）請求。
新潟縣公布，已依第45条第3項規定，向截至2020年5月2日仍未理會4月30日發出的第45条第2項下設施使用停止（休業）請求的2間設施，發出設施使用停止（休業）指示。
千葉縣公布，已依第45条第3項規定，向截至2020年5月3日仍未理會5月1日發出的第45条第2項下設施使用停止（休業）請求的2間設施，發出設施使用停止（休業）指示。
中日新聞報道，愛知縣宣布「縣内未理會休業請求的4間波子機店均於2日正午前停業。縣最初準備依法發出休業指示，同日取消」。愛知縣官網有與這項宣布相關的知事記者会影片（實際發布於「YouTube」）。
2020年5月4日，千葉縣公布，已依第45条第2項規定，於5月4日向未理會第24条第9項下休業請求的1間設施發出設施使用停止（休業）請求。
2020年5月5日，群馬縣公布，已依第45条第2項規定，於5月4日向未理會第24条第9項下休業請求的1間設施發出設施使用停止（休業）請求。
2020年5月5日，福岡縣公布，已依第45条第3項規定，向未理會4月29日發出的第45条第2項下設施使用停止（休業）請求的6間設施發出設施使用停止（休業）指示。
2020年5月4日，長野縣公布，已依第45条第2項規定，於5月4日向未理會第24条第9項下休業請求的1間設施發出設施使用停止（休業）請求。
2020年5月5日，長野縣公布，已依第45条第2項規定，於5月5日向未理會第24条第9項下休業請求的13間設施發出設施使用停止（休業）請求。

### 45条1項下的避免外出請求
都道府縣知事可依45条1項，請求住民除維持生活所需外避免外出。實際發出請求時，不一定會列明是依45条1項發出。緊急事態宣言發出的、非基於新型流行性感冒等對策特別措置法的請求不包含在內。由於最初的緊急事態宣言（直至2020年5月6日）與延長後（直至2020年5月30日）的措施有較大差異，故以表区分。延長後，避免前往縣外或特定飲食店的請求中，有的未列明法律依據，有的列明是依24条9項發出。
| 都道府縣 | 期間                     | 來源                      |
| -------- | ------------------------ | ------------------------- |
| 東京都   | 2020年4月7日～同5月6日   | [ 60 ]                    |
| 神奈川縣 | 2020年4月7日～同5月6日   | [ 64 ]                    |
| 埼玉縣   | 2020年4月7日～同5月6日   | [ 186 ]                   |
| 千葉縣   | 2020年4月7日～同5月6日   | [ 68 ]                    |
| 大阪府   | 2020年4月7日～同5月6日   | [ 187 ]                   |
| 福岡縣   | 2020年4月7日～同5月6日   | [ 71 ]                    |
| 兵庫縣   | 2020年4月7日～同5月6日   | [ 188 ]                   |
| 高知縣   | 2020年4月12日～同5月6日  | [ 189 ] [ 190 ] [ 註 16 ] |
| 石川縣   | 2020年4月16日～同5月6日  | [ 84 ]                    |
| 島根縣   | 2020年4月16日～同5月6日  | [ 191 ]                   |
| 福島縣   | 2020年4月16日～同5月6日  | [ 83 ]                    |
| 佐賀縣   | 2020年4月16日～同5月6日  | [ 96 ] [ 註 17 ]          |
| 秋田縣   | 2020年4月17日～同5月6日  | [ 193 ] [ 註 18 ]         |
| 静岡縣   | 2020年4月17日～同5月6日  | [ 194 ]                   |
| 宮城縣   | 2020年4月17日～同5月6日  | [ 195 ]                   |
| 山口縣   | 2020年4月17日～同5月6日  | [ 196 ] [ 註 19 ]         |
| 北海道   | 2020年4月17日～同5月6日  | [ 75 ]                    |
| 茨城縣   | 2020年4月17日～同5月6日  | [ 76 ]                    |
| 群馬縣   | 2020年4月17日～同5月6日  | [ 197 ]                   |
| 京都府   | 2020年4月17日～同5月6日  | [ 81 ]                    |
| 新潟縣   | 2020年4月17日～同5月6日  | [ 198 ] [ 註 20 ]         |
| 長野縣   | 2020年4月17日～同5月6日  | [ 199 ]                   |
| 富山縣   | 2020年4月17日～同5月6日  | [ 91 ]                    |
| 山形縣   | 2020年4月17日～同5月10日 | [ 93 ]                    |
| 和歌山縣 | 2020年4月17日～同5月6日  | [ 200 ]                   |
| 香川縣   | 2020年4月17日～同5月6日  | [ 104 ]                   |
| 愛媛縣   | 2020年4月17日～同5月6日  | [ 201 ]                   |
| 青森縣   | 2020年4月17日～同5月6日  | [ 202 ]                   |
| 栃木縣   | 2020年4月18日～同5月6日  | [ 203 ]                   |
| 岐阜縣   | 2020年4月18日～同5月6日  | [ 204 ]                   |
| 愛知縣   | 2020年4月20日～同5月6日  | [ 205 ]                   |
| 三重縣   | 2020年4月20日～同5月6日  | [ 206 ] [ 註 22 ]         |
| 廣島縣   | 2020年4月21日～同5月6日  | [ 207 ] [ 註 23 ]         |
| 沖繩縣   | 2020年4月23日～同5月6日  | [ 92 ]                    |
| 大分縣   | 2020年4月27日～同5月6日  | [ 192 ] [ 註 24 ]         |
| 福井縣   | 2020年4月27日～同5月6日  | [ 101 ]                   |
| 熊本縣   | [ 註 26 ]                | [ 208 ] [ 註 27 ]         |
| 岡山縣   | [ 註 28 ]                | [ 209 ] [ 註 29 ]         |
| 岩手縣   | [ 註 30 ]                | [ 210 ]                   |

| 都道府縣 | 期間                     | 與5月6日前的區別                                           | 來源    |
| -------- | ------------------------ | ---------------------------------------------------------- | ------- |
| 東京都   | 2020年5月7日至同5月31日  | 繼續                                                       | [ 113 ] |
| 神奈川縣 | 2020年5月7日至同5月31日  | 繼續                                                       | [ 114 ] |
| 埼玉縣   | 2020年5月7日至同5月31日  | 繼續                                                       | [ 115 ] |
| 千葉縣   | 2020年5月7日至同5月31日  | 繼續                                                       | [ 116 ] |
| 大阪府   | 2020年5月7日至同5月31日  | 繼續                                                       | [ 117 ] |
| 福岡縣   | 2020年5月7日至同5月31日  | 繼續                                                       | [ 118 ] |
| 兵庫縣   | 2020年5月7日至同5月31日  | 繼續                                                       | [ 119 ] |
| 愛知縣   | 2020年5月7日至同5月31日  | 繼續                                                       | [ 120 ] |
| 北海道   | 2020年5月7日至同5月31日  | 繼續                                                       | [ 121 ] |
| 茨城縣   | 2020年5月7日至同5月17日  | 繼續                                                       | [ 122 ] |
| 群馬縣   | 2020年5月7日至同5月31日  | 繼續                                                       | [ 123 ] |
| 岐阜縣   | 2020年5月7日至同5月31日  | 繼續                                                       | [ 124 ] |
| 京都府   | 2020年5月7日至同5月31日  | 繼續                                                       | [ 125 ] |
| 三重縣   | 2020年5月7日至同5月31日  | 僅限避免跨縣移動、前往遊興設施等的外出                     | [ 211 ] |
| 福島縣   | 2020年5月7日至同5月31日  | 僅限避免跨縣移動、前往遊興設施等、「3密」場所的外出        | [ 127 ] |
| 石川縣   | 2020年5月7日至同5月31日  | 繼續                                                       | [ 128 ] |
| 山口縣   | 未明示期間               | 僅限避免跨縣移動、前往遊興設施等、「3密」場所的外出        | [ 129 ] |
| 廣島縣   | 2020年5月7日至同5月31日  | 繼續                                                       | [ 130 ] |
| 新潟縣   | 2020年5月7日以後         | 解除                                                       | [ 131 ] |
| 熊本縣   | 未明示期間               | 僅限避免跨縣移動、前往遊興設施等、「3密」場所的外出        | [ 133 ] |
| 長野縣   | 2020年5月7日至同5月15日  | 繼續                                                       | [ 134 ] |
| 長野縣   | 2020年5月16日至同5月31日 | 僅限避免跨縣移動                                           | [ 134 ] |
| 富山縣   | 2020年5月7日至同5月31日  | 繼續                                                       | [ 135 ] |
| 沖繩縣   | 2020年5月7日至同5月31日  | 繼續                                                       | [ 136 ] |
| 山形縣   | 2020年4月24日～同5月10日 | 繼續                                                       | [ 93 ]  |
| 大分縣   | 2020年5月7日以後         | 解除                                                       | [ 137 ] |
| 高知縣   | 2020年5月7日至同5月31日  | 僅限避免跨縣移動、前往夜間繁華地段有接待服務的飲食店的外出 | [ 138 ] |
| 佐賀縣   | 2020年5月7日以後         | 解除                                                       | [ 139 ] |
| 静岡縣   | 2020年5月7日至同5月31日  | 僅限避免跨縣移動、前往夜間繁華地段有接待服務的飲食店的外出 | [ 212 ] |
| 宮城縣   | 2020年5月7日以後         | 解除                                                       | [ 141 ] |
| 岩手縣   | 2020年5月7日以後         | 解除                                                       | [ 142 ] |
| 秋田縣   | 2020年5月7日至同5月31日  | 僅限避免跨縣移動、前往夜間有接待服務的飲食店的外出         | [ 143 ] |
| 福井縣   | 2020年5月7日至同5月20日  | 家庭外出食飯、野外活動除外                                 | [ 144 ] |
| 岡山縣   | 未明示期間               | 僅限避免跨縣移動                                           | [ 145 ] |
| 和歌山縣 | 2020年5月7日至同5月31日  | 繼續                                                       | [ 146 ] |
| 香川縣   | 2020年5月7日以後         | 解除                                                       | [ 147 ] |
| 宮崎縣   | 2020年5月7日以後         | 解除                                                       | [ 148 ] |
| 鹿兒島縣 | 2020年5月7日至同5月20日  | 僅限避免跨縣移動、前往夜間有接待服務的飲食店的外出         | [ 149 ] |
| 長崎縣   | 2020年5月7日以後         | 解除                                                       | [ 213 ] |
| 愛媛縣   | 2020年5月7日以後         | 解除                                                       | [ 151 ] |
| 栃木縣   | 2020年5月7日至同5月10日  | 繼續                                                       | [ 152 ] |
| 青森縣   | 2020年5月7日以後         | 解除                                                       | [ 153 ] |
| 島根縣   | 2020年5月7日以後         | 解除                                                       | [ 154 ] |
| 鳥取縣   | 2020年5月7日以後         | 解除                                                       | [ 155 ] |

## 物資交售請求、徵收
2020年4月26日，時事通信發出「高價口罩，政府料強制徵收」報道，稱「25日得知，因應口罩持續不足，政府已決定加強應對，打擊透過高價銷售等方式獲取「不当利益」的商戶」；「新對策將調查物流及零售業者，是否看準口罩漲價後囤積惜售。若判断為「不当」，都道府縣可能依特措法55条，發出交售請求或進行徵收。」。
上述報道未提及消息來源。若依新型流行性感冒等對策特別措置法第55条徵收，「必須補償該当處分通常會引致的損失。」（第62条第1項）。
2020年4月27日，菅官房長官在記者会上表示，「關於請求交售物資，會與都道府縣合作檢討」。
截至2020年6月2日，並無報道跟進2020年4月26日的報道，至於2020年4月27日菅官房長官所說的檢討，亦無相關報道及官方公布資料。

## 註解
1. ↑  新獲得人傳人能力、以病毒為病原體的流行性感冒中，因国民普遍未獲得免疫，認為可能在全国急速蔓延，對国民的生命及健康造成重大影響的流行性感冒
2. ↑  曾經在世界範圍流行、及後被厚生勞動大臣認定為長期未流行的流行性感冒再次興起，因現在的国民普遍未獲得免疫，認為可能在全国急速蔓延，對国民的生命及健康造成重大影響的流行性感冒
3. ↑  無法透過「收用」土地及建築物轉移所有權，只能「使用」後返還。
4. ↑  由於物資是消耗品，因此可透過「收用」轉移所有權。
5. ↑  死後（或死產後）24小時以内禁止埋葬的規定不適用並非基於新型流行性感冒等對策特別措置法，而是基於感染症預防法第30条第3項[40]。
6. ↑  茨城縣官網公布的「關於新型冠狀病毒感染症相關縣的緊急事態措施等」[76][77]中未列明引用規定，但引用45条2項發出的休業請求[78]有提及，18日是依24条9項發出請求。
7. ↑  廣島縣官網公布的「使用制限對象設施列表」 [86]中未直接列明是引用24条9項，但引用45条2項發出的休業請求[87]有提及，22日起是依24条9項發出請求。
8. ↑  沖繩縣官網[92]列明是45条2項。除沖繩外，其他地方沒有列明是使用管理權限還是法例關閉縣營設施。
9. ↑  佐賀縣官網公布的「對各位縣民的請求（佐賀縣的緊急事態措施）」[96]中未列明引用規定，亦可能是普通請求。
10. ↑  秋田縣官網公布的「使用制限對象設施列表」[100]中未列明引用是引用24条9項，但由於是23日国家發出通知[57]後實施，引用的應為24条9項。
11. ↑  鹿兒島縣官網公布的「休業、營業時間短縮協助請求設施一覽」[106]中未列明引用是引用24条9項，但由於是23日国家發出通知[57]後實施，引用的應為24条9項。
12. ↑  長崎縣官網公布的「關於新型冠狀病毒感染症對策下休業等協助請求及向各位事業者的協力金」[107]中未列明引用是引用24条9項，但由於是23日国家發出通知[57]後實施，引用的應為24条9項。
13. ↑  沖繩縣官網[92]列明是45条2項。除沖繩外，其他地方沒有列明是使用管理權限還是法例關閉縣營設施。
14. ↑  山形縣4月22日時即規定5月10日到期。
15. ↑  高知縣官網公布的「對各位縣民的請求（4/12）」[189]列出「特別是夜間避免外出」，「對各位縣民的請求（4/17）」[190]中改為「不論昼夜，避免非必要、不緊急的外出」。
16. ↑  高知縣官網公布的「對各位縣民的請求（4/12）」[189]、「對各位縣民的請求（4/17）」[190]未列出法律依據，而是「請求合作。」。
17. ↑  佐賀縣官網公布的「【令和2年4月24日更新】對各位縣民的請求（佐賀縣的緊急事態措施）」[192]中未列出法律依據，而是「請求避免非必要、不緊急的外出，主要在家度過。」。
18. ↑   秋田県縣官網公布的新型冠狀病毒感染症對策相關「秋田縣緊急事態措施」[193]中未列出法律依據，而是「請求避免外出。」。
19. ↑  山口縣官網公布的「對各位縣民、各個企業的請求」 [196]中未列出法律依據，而是「請求避免。」。
20. ↑  新潟縣官網公布的「關於新型冠狀病毒感染症，對各位縣民的請求」[198]中未列出法律依據，而是「懇請避免外出。」。
21. ↑  愛知縣官網公布的「新型冠狀病毒感染症 愛知縣緊急事態措施」[205]中列為4月10日（五）至 5月6日（三），但愛知縣是4月16日實施緊急事態宣言，4月10日時的愛知縣緊急事態宣言非基於法律，當中列出「強烈請求避免非必要、不緊急的外出、移動。」。2020年4月20日，愛知縣緊急事態宣言改訂，變為最初4月10日起即基於45条1項發出[205]。此處以改訂日作為實施日。
22. ↑  三重縣官網公布的「為阻止新型冠狀病毒感染症擴大的「三重縣緊急事態措施」～５項請求～」 [206]中未列出法律依據，而是「請求」。
23. ↑  廣島縣官網公布的「緊急事態宣言～對各位縣民的５項請求～」[207]中未列出法律依據，而是「請避免外出。」。
24. ↑  大分縣官網公布的「新型冠狀病毒感染症当面對應（令和2年4月27日時点)」[192]中未列出法律依據，而是請求「避免前往海外及跨都道府縣的非必要、不緊急移動」。
25. ↑  福井縣官網公布的「新型冠狀病毒感染擴大相關福井縣緊急事態措施」 [101]中列為4月14日（二）～5月6日（三），但福井縣是4月16日實施緊急事態宣言，4月14日時的縣民行動指針 Ver２ 非基於法律，當中列出「避免非必要、不緊急的外出、会合、聚餐」。2020年4月27日，「新型冠狀病毒感染擴大相關福井縣緊急事態措施」公布，變為最初4月14日起即基於45条1項發出[101]。此處以「新型冠狀病毒感染擴大相關福井縣緊急事態措施」公布作為實施日。
26. ↑  熊本縣官網公布的「休業請求及支援策相關資訊」[208]中未列出期間，而是「請求避免非必要、不緊急的外出、三密、特別是長假期間的外出等」。
27. ↑  熊本縣官網公布的「休業請求及支援策相關資訊」[208]中未列出法律依據，而是「請求避免非必要、不緊急的外出、三密、特別是長假期間的外出等」。
28. ↑  岡山縣官網公布的「岡山縣知事緊急訊息」[209]中未列出期間。
29. ↑  岡山縣官網公布的「岡山縣知事緊急訊息」[209]中未列出法律依據，而是「合適行動，徹底避免外出，避開「密」。」。
30. ↑  岩手縣官網公布的「岩手縣新型冠狀病毒感染症對策基本的對處方針」[210]中列出「防止蔓延相關措施方面，首先依法第45条第1項，請求避免外出等協助」方針，但無法找到具体請求。
31. ↑  新潟縣官網[131]有請求嚴格避免部分外出，但不是引用45条1項。
32. ↑  山形縣4月22日時即規定5月10日到期。
33. ↑  宮城縣官網[141]有請求避免跨縣移動、前往夜間繁華地段有接待服務的飲食店的外出，但不是引用45条1項，而是24条9項。
34. ↑  香川縣官網[147]有請求協助避免非必要、不緊急的外出，但不是引用45条1項，而是24条9項。
35. ↑  愛媛縣官網[151]有請求避免非必要、不緊急的外出，但不是引用45条1項，而是24条9項。
36. ↑  島根縣官網[154]有請求避免非必要、不緊急的外出，但未列出法律依據，而是「請求」。

## 外部連結
- 新型流行性感冒等對策特別措置法 （页面存档备份，存于）　e-Gov法令檢索
- 新型流行性感冒等對策特別措置法施行令 （页面存档备份，存于）　e-Gov法令檢索
- . 内閣官房.   [2020-03-02]. （原始内容存档于2021-01-13）.
- . 内閣官房.   [2020-05-05]. （原始内容存档于2020-04-09）.
- (PDF). 農林水産省.   [2020-05-05]. （原始内容 (PDF)存档于2020-05-06）.
- . 厚生勞動省.   [2020-03-02]. （原始内容存档于2021-02-28）.
- 反對新型流行性感冒等對策特別措置法案会長声明 （页面存档备份，存于） 日本律師聯合会，2012年3月22日（2020年3月2日閲覽）